# Фјор ди Лото (Тревизо)
Фјор ди Лото је насеље у Италији у округу Тревизо, региону Венето.
Према процени из 2011. у насељу је живело 48 становника. Насеље се налази на надморској висини од 3 м.